# Natalie Dedreux
Natalie Dedreux (* 1998 in Köln) ist eine deutsche Aktivistin, Journalistin und Bloggerin, die sich als Betroffene für die Inklusion von Menschen mit Down-Syndrom engagiert und sich insbesondere gegen die Spätabtreibung von Ungeborenen mit Down-Syndrom und den für die Frühdiagnose verwendeten Bluttest einsetzt.

## Leben
Natalie Dedreux wurde im Dezember 1998 in Köln geboren. Sie kam mit dem Down-Syndrom zur Welt und besuchte integrative Kindergruppen und Schulen. Während einer Berufsvorbereitungsphase bei der Caritas wurde ihr klar, dass sie nicht in einer Werkstatt für Menschen mit Behinderung arbeiten möchte, sondern außerhalb, und für einen normalen Stundenlohn. Seit 2016 ist Dedreux, ihrem Berufswunsch entsprechend, als Autorin fest angestelltes Redaktionsmitglied des zweimal jährlich erscheinenden Magazins Ohrenkuss, dessen Texte ausschließlich von Menschen mit Down-Syndrom verfasst werden.
Überregional bekannt wurde Dedreux, als sie am 11. September 2017 vor laufender Kamera in der ARD-Sendung Wahlarena Bundeskanzlerin Angela Merkel die Frage stellte:

„Neun von zehn Babys mit Downsyndrom werden in Deutschland nicht geboren, sie werden abgetrieben. Ein Baby mit Down-Syndrom darf bis wenige Tage vor der Geburt abgetrieben werden. […] Wie stehen Sie zum Thema Spätabbruch?“

Mit diesem Auftritt in Lübeck, dem ein Besuch der Kanzlerin an ihrer Arbeitsstelle, eine Einladung zum Bundespräsidenten und zahlreiche Interviews in Zeitungen, Radio und Fernsehen folgten, begann ihr öffentliches Engagement zum Thema Pränataldiagnostik und Inklusion. Dedreux ist seitdem in den Sozialen Netzwerken unterwegs, schreibt einen eigenen Blog und veröffentlicht ihre Fotos bei Instagram – sie bezeichnet sich selbst als „Incluencerin“. Im Jahr 2017 wurde sie von der Bundesvereinigung Lebenshilfe mit deren Medienpreis Bobby geehrt. Dieser Preis wird jährlich einmal an Menschen verliehen, die sich in besonderem Maße für die Belange von Menschen mit Behinderung einsetzen.
Dedreux reist gerne. Zu den bereits besuchten Ländern zählen Kanada, Südafrika, die Niederlande und die Schweiz. Zweimal reiste sie in die Ukraine, um dort Menschen mit Down-Syndrom zu treffen und gemeinsam mit ihnen an Projekten teilzunehmen, so im Jahr 2018 am Goethe-Institut in Kiew. Als Laienschauspielerin stand sie 2019 in Köln in einem Theaterstück gemeinsam mit Profis auf der Bühne, die Süddeutsche Zeitung berichtete.
„Mein Leben mit Downsyndrom ist cool. Aber ich habe Angst, dass es weniger Menschen mit Downsyndrom geben wird“, schrieb Dedreux in einer von ihr im März 2019 auf der Plattform change.org gestarteten Online-Petition, in der sie forderte, dass Bluttests bei Schwangeren zum Erkennen einer Trisomie nicht von den Krankenkassen bezahlt werden sollten. Im Juli hatten schon 22.500 Menschen die Petition unterzeichnet, dennoch war sie nicht erfolgreich. Dedreuxs Plakat zur Online-Petition wird im Haus der Geschichte als historisches Zeitdokument archiviert.
Am 11. Dezember 2019 war Natalie Dedreux gemeinsam mit ihrer Mutter Michaela zu Gast in der Fernseh-Talkshow maischberger. die woche. Im Sommer 2020 veröffentlichte die Modezeitschrift VOGUE ein Interview mit ihr mit dem Titel Natalie Dedreux: “Ich hab gedacht, ich geh mal in die VOGUE rein, damit die mal Menschen mit Downsyndrom sehen”, das bei ihr zu Hause in Köln stattgefunden hatte. 2022 erschien ihr Buch Mein Leben ist doch cool!
2024 erhielt Natalie Dedreux die Verdienstmedaille des Verdienstordens der Bundesrepublik Deutschland, mit der ihr Engagement für Menschen mit Down-Syndrom und die Inklusion ausgezeichnet wird. Die Ehrung wurde am 19. November 2024 von der Kölner Oberbürgermeisterin Henriette Reker im Rathaus von Köln vorgenommen. Frau Reker betonte in ihrer Laudatio das Verdienst von Natalie Dedreux, Menschen mit Down-Syndrom in der Gesellschaft besser sichtbar und hörbar zu machen, ebenso wie ihr Engagement für leichte Sprache und ihre beratende Tätigkeit für Institutionen wie die Bundesvereinigung Lebenshilfe, die Landeszentrale für politische Bildung und das EU-Parlament. 
Natalie Dedreux lebt in einer inklusiven Wohngemeinschaft in Köln.

## Ehrungen
- 2017: Medienpreis Bobby der Bundesvereinigung Lebenshilfe
- 2024: Verdienstmedaille des Verdienstordens der Bundesrepublik Deutschland

## Veröffentlichungen
- Natalie Dedreux (assistiert von Wenzel Rehbach): Mein Leben ist doch cool!: Unsere Welt und was ich dazu zu sagen habe. Knaur, 2022, ISBN 978-3-426-28617-3 (240 S.).